# رستم بن مقصود
أبو المظفر رستم بن مقصود بن حسن قوصون (بالفارسية: رستم بن مقصود بن اوزون حسن) وهو أحد سلاطين الآق قويونلو. حكم بعد أن انتصر على ابن عمه بايسنقر بن يعقوب في معركة بين كنجه وبردعة سنة 1492.
في عام 1490، اعتقله السلطان بايسنقر، لكنه في عام 1492 انتصر عليه ووانتزع منه الحكم بعد أن قتل.
في عام 1497، هزمه بعض قادته العسكريين، بمن فيهم ابن عمه أحمد كوده وإخوانه، وهرب إلى جورجيا، ولقد قُتل هناك.